# بيتسي كولين
بيتسي كولين (بالإنجليزية: Betsy Cullen)‏ هي لاعبة غولف أمريكية، ولدت في 14 أغسطس 1938 في تلسا في الولايات المتحدة.

## وصلات خارجية
- بيتسي كولين على موقع رابطة لاعبات الغولف المحترفات (الإنجليزية)